# Lacunaria grandifolia
Lacunaria grandifolia är en tvåhjärtbladig växtart som beskrevs av Adolpho Ducke. Lacunaria grandifolia ingår i släktet Lacunaria och familjen Ochnaceae. Inga underarter finns listade i Catalogue of Life.